# Crepitant
| Crepitant                                                                          |
|                                                                                    |
| Sons auscultats als pulmons d'una persona amb pneumònia mitjançant un estetoscopi. |
|                                                                                    |

En medicina humana i veterinària, el crepitant és un so anormal, fi i amb bombolleig, que es troba quan s'ausculten els sorolls pulmonars a través del tòrax i acostuma a ser provocat a l'aparició de secrecions dins de la llum dels bronquíols o alvèols. En general, és un so que s'escolta durant la inspiració i que no es modifica quan la persona tus, a causa que a nivell dels alvèols pulmonars no hi ha cilis que ajudin a mobilitzar les secrecions.

## Etiologia
Les causes més freqüents de crepitants són la broncopneumònia i la pneumònia. La insuficiència cardíaca esquerra, és a dir, una fallada sobtada del costat esquerre del cor, provoca l'acumulació de líquid en els alvèols, denominat edema agut de pulmó, que característicament produeix crepitants. Els crepitants són un dels signes considerats clàssics del tromboembolisme pulmonar. Els crepitants en aquestes malalties es localitzen de manera generalitzada i bilateral en els pulmons.
Altres trastorns que causen crepitants són l'abscés pulmonar i les cavitats tuberculoses, que en general, són crepitants que es localitzen en el lloc de les lesions que els produeixen.